# دار حسين
دار حسين، هي أحد أبرز قصور المدينة العتيقة في تونس إلى جانب دار بن عبد الله، دار باش حامبة ودار الأصرم. بني القصر بشكله الحالي في القرن الثامن عشر على أنقاض قصر الإمارة الذي بني في عهد بني خرسان. في القرن التاسع عشر قام الوزير يوسف صاحب الطابع بشراء الدار وقام بتوسيعها وبتزيينها. أصبحت سنة 1858 مقرا لأول مجلس بلدي لمدينة تونس وسميت على اسم القائد حسين الذي شغل منصب رئيس البلدية، كما لقبت بدار العشرة نسبة إلى عدد أعضاء المجلس. سنة 1882 أصبحت الدار مقرا للقيادة العليا للقوات الفرنسية المرابطة في تونس في إطار الحماية. سنة 1957 أصبحت الدار مقرا للمعهد الوطني للآثار والفنون الذي أصبح يسمى منذ 1992 المعهد الوطني للتراث.

## معرض الصور

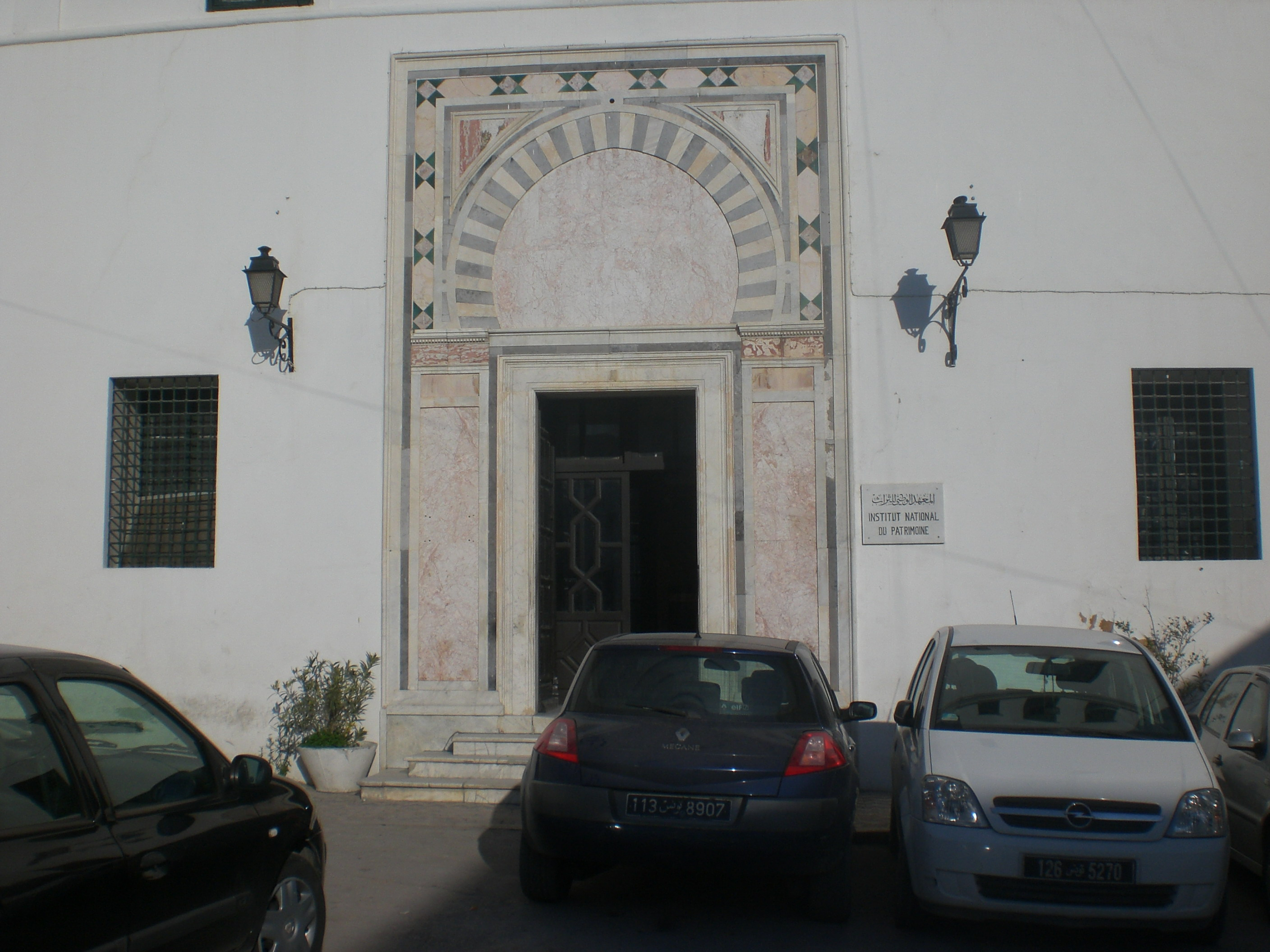
مدخل دار حسين

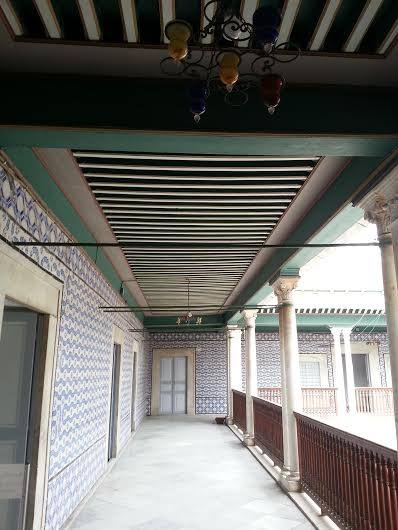
ممر بدار حسين

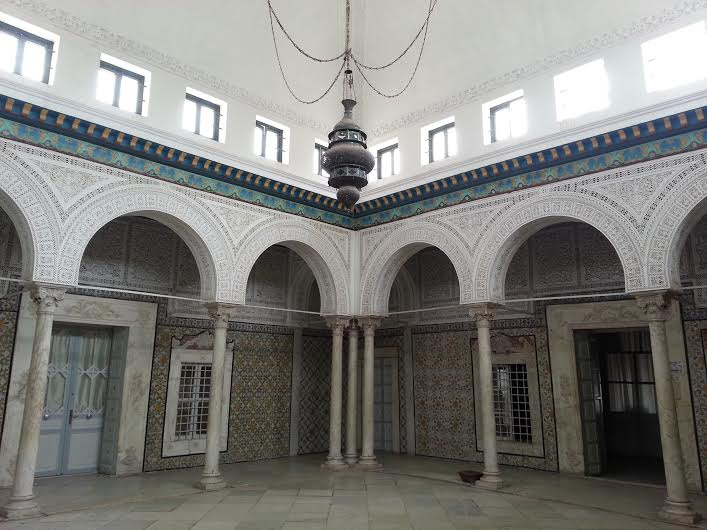
بهو مغطى بدار حسين

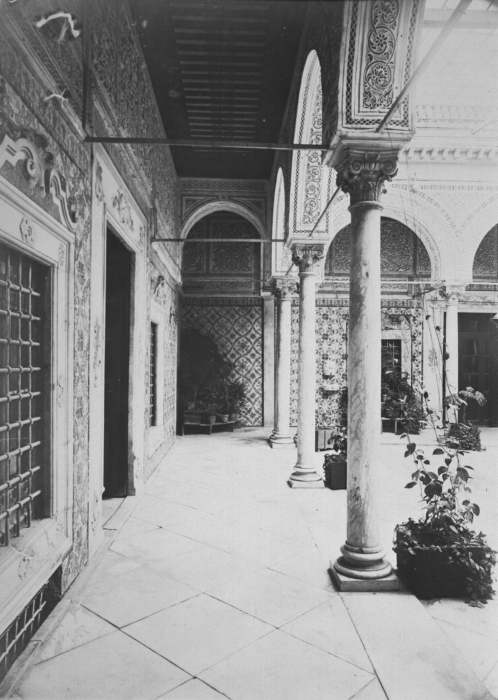
صورة دار حسين في أواخر القرن 20

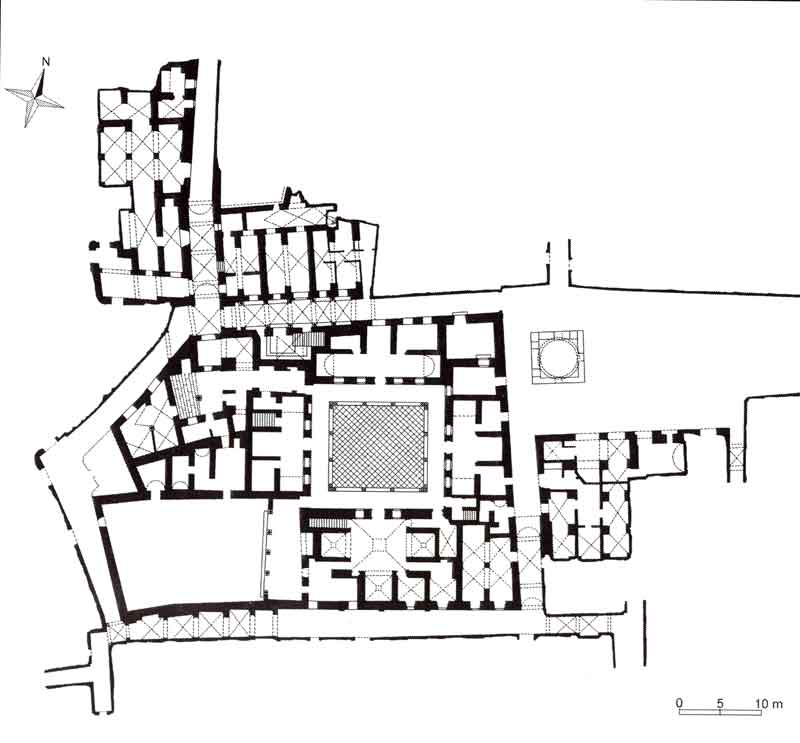
مخطط الطابق السفلي للدار

## وصلات خارجية
مقال عن دار حسين في موقع متاحف بلا حدود